# Гофнунгсталь (Омская область)
Гофнунгста́ль — деревня в Исилькульском районе Омской области. Входит в состав Кухарёвского сельского поселения.

## История
Основана в 1907 году. В 1928 году посёлок состоял из 31 хозяйства, основное население — немцы. В административном отношении находился в составе Пучковского сельсовета Исилькульского района Омского округа Сибирского края.

## Население
| 1926 | 2002 | 2010 |
| ---- | ---- | ---- |
| 199  | ↗462 | ↘407 |

## Улицы
| - ул. Комсомольская, - ул. Северная, | - ул. Труда, - ул. Центральная. |